# مینانوگاوا توزو
مینانوگاوا توزو (به ژاپنی: 男女ノ川 登三) کُشتی‌گیر سوموی اهل استان ایباراکی در کشور ژاپن است که سی‌وچهارمین کشتی‌گیر دارای رتبهٔ یوکوزونا محسوب می‌شود. وی در سال ۱۹۳۶ میلادی به این مرتبه ارتقا یافت و در سال ۱۹۴۲ میلادی بازنشست شد. مینانوگاوا توزو توانست ۲ بار قهرمان (یوشو) مسابقات سومو شود.